# كانديس ويغينز
كانديس ويغينز (بالإنجليزية: Candice Wiggins)‏ مواليد 14 فبراير 1987 في بالتيمور، هي لاعبة كرة سلة أمريكية معتزلة. بدأت مسيرتها الاحترافية في سنة 2008. تم اختيارها من قبل فريق مينيسوتا لينكس خلال الدرافت. حققت المركز الأول في دورة الألعاب الأمريكية 2007. لعبت كرة السلة الجامعية في جامعة ستانفورد. اعتزلت اللعب في 2015. فازت بلقب دوري المحترفات.

## المسيرة الاحترافية
لعبت مع مينيسوتا لينكس في سنة 2008، ثم لعبت مع روس كاسارس فالنسيا في موسم 2008–2009، ثم لعبت مع تلسا شوك في سنة 2013، ثم لعبت مع لوس أنجلوس سباركس في سنة 2014، ثم لعبت مع نيويورك ليبرتي في سنة 2015.

## الميداليات
| الميدالية | المسابقة                    |
| --------- | --------------------------- |
| ذهبية     | دورة الألعاب الأمريكية 2007 |

## روابط خارجية
- كانديس ويغينز على موقع الاتحاد الدولي لكرة السلة (الإنجليزية)
- كانديس ويغينز على موقع الاتحاد الوطني لكرة السلة النسائية (الإنجليزية)
- كانديس ويغينز على موقع كرة السلة الأوروبية.كوم (الإنجليزية)
- كانديس ويغينز على موقع كلية كرة السلة في سبورتس رفرنس.كوم (الإنجليزية)
- كانديس ويغينز على موقع بروبوليرز (الإنجليزية)
- كانديس ويغينز على موقع سبورتس رفرنس (الإنجليزية)